# Districte de Safita
El districte o míntaqa de Safita (àrab: منطقة صافيتا, mintaqat Ṣāfītā) és un districte o míntaqa de la governació de Tartus, al nord-oest de Síria. El centre administratiu és la ciutat de Safita. Segons el cens de 2004, el districte tenia una població de 129.632 habitants.

## Subdistrictes
El districte està dividit en sis subdistrictes o nàhiyes (amb la població del cens del 2004):
- Subdistricte de Safita (ناحية صافيتا, nāhiyat Ṣāfītā): 60.172 habitants.[2]
- Subdistricte de Mashta al-Helu (ناحية مشتى الحلو, nāhiya Maxtà al-Ḥalū): 12.577 habitants.[3]
- Subdistricte d'Al-Bariqiyah (ناحية البارقية, nāhiyat al-Bāriqiyya): 7.336 habitants.[4]
- Subdistricte de Sebbe (ناحية سبة, nāhiyat Sabba): 7.614 habitants.[5]
- Subdistricte d'Al-Sisiniyah (ناحية السيسنية, nāhiyat as-Sīsiniyya): 22.018 habitants.[6]
- Subdistricte de Ras al-Khashufah (ناحية رأس الخشوفة, nāhiyat Raʾs al-Ḫaxūfa): 19.915 habitants.[7]